# Hogan Racing
Hogan Racing foi uma equipe norte-americana de automobilismo fundada pelo empresário norte-americano Carl Hogan.
Iniciou suas atividades no início da década de 1970, competindo na Fórmula 5000. Em 1974, disputou a tempo inteiro a divisão Can-Am da categoria, e seguiu em atividade até seu proprietário se afastar do automobilismo, só retornando na década de 1980, em parceria com Chip Ganassi.

## CART

### Parceria com Bobby Rahal
A Hogan Racing retomou suas atividades no automobilismo em 1991, na CART (futura Champ Car), em parceria com o piloto Bobby Rahal, que comprara o espólio da Patrick Racing. Em sua primeira temporada na categoria, conquistou o título com Rahal, que além de piloto era o chefe de equipe. No ano seguinte, o desempenho foi inferior ao registrado em 1992, chegando ao ponto de não se classificar para as 500 Milhas de Indianápolis - Bobby Rahal seguiria pilotando um Lola no restante da temporada, enquanto Mike Groff usaria o chassi RH01.
Em 1994, Rahal tem desempenho instável nos treinos para a Indy 500, e pede emprestado um chassi da Penske com o objetivo de se classificar, sendo bem-sucedido (terminou a prova em terceiro lugar). 1995 foi o último ano da parceria Rahal-Hogan, tendo o próprio Bobby como piloto-chefe de equipe, e o brasileiro Raul Boesel como seu companheiro de equipe. O tricampeão da CART, num gesto de retribuição ao favor da Penske um ano antes, cede três Lola-Mercedes para Emerson Fittipaldi e Al Unser, Jr. que tinham dificuldades para tentar a vaga nas 500 Milhas de Indianápolis, mas ao contrário de 1994, o time de Roger Penske não conseguiria a classificação - única não-participação do time na tradicional corrida. A temporada terminou com Bobby Rahal em terceiro lugar na classificação, com 128 pontos, e Raul Boesel foi o décimo-sexto, com 48 pontos.

### Parceria com a Penske
Ao final de 1995, a Hogan desfaz a parceria com Bobby Rahal e oficializa um acordo com a Penske, que cede Emerson Fittipaldi à equipe, juntamente com um chassi para ser usado apenas pelo brasileiro, que, no entanto, mostrava-se desmotivado, apesar de ter marcado a volta mais rápida no GP de Nazareth (20.388, na volta 2). Emerson teria sua carreira abruptamente encerrada após um violento acidente nas 500 Milhas de Michigan após ser tocado pelo novato canadense Greg Moore, e seria substituído pelo dinamarquês Jan Magnussen.

## Parceria com a Comptech
Em 1997, a Hogan fez parceria com a equipe Comptech, tendo como piloto o escocês Dario Franchitti, que pilotaria um conjunto Reynard/Mercedes/Firestone. Franchitti, com uma pole-position e duas voltas mais rápidas, encerrou a temporada com dez pontos e não a concluiria, sendo substituído pelo norte-americano Robby Gordon no GP de Fontana (o escocês havia assinado com a equipe Green).

## Fase independente
Para 1998, a Hogan contrata o finlandês Jyrki "J.J." Järvilehto, piloto de Fórmula 1 entre 1989 e 1994. Lehto, que disputaria a CART pela única vez naquele ano, encerraria o campeonato em vigésimo lugar, com 25 pontos, tendo um quinto lugar no GP de Surfers Paradise como melhor resultado.
Em 1999, o time contrata o brasileiro Hélio Castroneves para a temporada completa, e teria ainda Luiz Garcia Jr. em três corridas (Mid-Ohio, Vancouver e Laguna Seca), que não marca pontos, contra 48 de seu companheiro de time. A equipe estava praticamente garantida para 2000, tendo novamente Hélio Castroneves como piloto e apoio técnico de Emerson Fittipaldi, mas o patrocínio não veio e tanto Carl Hogan quanto o piloto brasileiro viram-se obrigados a pagar de outras maneiras. Sem chances de obter um patrocínio maior, Carl fechou as portas do time em 2000, vindo a falecer no ano seguinte, aos 71 anos

## Pilotos
- Emerson Fittipaldi (1996, parceria com a Penske)
- Jan Magnussen (1996, parceria com a Penske)
- Dario Franchitti (1997)
- Robby Gordon (1997)
- Jyrki "J.J." Järvilehto (1998)
- Hélio Castroneves (1999)
- Luiz Garcia Jr. (1999)